# Бујан (Албанија)
Бујан (алб. Bujan) је насељено место у општини Тропоја у округу Кукеш, Албанија. Према попису из 1989. године било је 812 становника.
Бујан су једно од насеља и братства племена Краснићи. Овде је крајем 1943. и почетком 1944. године одржана Бујанска конференција.